# Tharman Shanmugaratnam
Tharman Shanmugaratnam PBM (sinh ngày 25 tháng 2 năm 1957) là một chính khách và nhà kinh tế học người Singapore, là tổng thống Singapore thứ chín kể từ năm 2023. Trước khi đảm nhận cương vị tổng thống, Tharman từng là Bộ trưởng cấp cao Singapore từ năm 2019 đến năm 2023, và Bộ trưởng Điều phối Chính sách Xã hội từ năm 2015 đến năm 2023. Ông cũng giữ chức Chủ tịch và Bộ trưởng phụ trách Cục tiền tệ Singapore từ năm 2011 đến năm 2023.
Vào ngày 2 tháng 9 năm 2023, Tharman được công bố là người chiến thắng sau khi nhận được 70,41% phiếu bầu so với các ứng cử viên khác — Ng Kok Song (15,72%) và Tan Kin Lian (13,87%) và được bầu làm tổng thống Singapore thứ 9. Ông là ứng cử viên tổng thống không phải người gốc Hoa đầu tiên giành chiến thắng trong cuộc bầu cử tổng thống đầy tranh cãi ở Singapore. Tharman cũng đã giành được số phiếu bầu cao nhất 70,41% trong lịch sử bầu cử tổng thống Singapore.
Ông sinh ra trong gia đình người Tamil, đã học tại trường phổ thông Anh-Hoa, đã tốt nghiệp cử nhân Trường Kinh tế London và thạc sĩ Học viện Wolfson, Cambridge và thạc si tại Đại học Harvard.